# Kärleksvikarien
Kärleksvikarien är en tysk komedifilm med musikinslag från 1930 i regi av Géza von Bolváry med Willi Forst i huvudrollen.

## Rollista
- Willi Forst – Carry Clips
- Paul Hörbiger – professor Amanuel Wielander
- Trude Lieske – Baronin Lindenwörth
- Else Ester – Lillebil
- Elma Bulla – Titi
- Wilhelm Bendow – Dr. Cajetan
- Albert Paulig – Herr Hinzemann